# Penhow
Penhow (en anglais) ou Pen-hw (en gallois) est un village et une communauté du borough de comté de Newport, au pays de Galles.

## Géographie
Penhow est situé à une douzaine de kilomètres à l'est du centre-ville de Newport, sur la route A48 (en).
La communauté de Penhow comprend également le hameau de Parc-Seymour (en).

## Démographie
Au recensement de 2011, la communauté de Penhow comptait 744 habitants.

## Culture locale et patrimoine
La communauté de Penhow abrite neuf monuments classés, dont le château de Penhow (en), monument classé de grade II* qui remonte au XIIe siècle.